# Ariano Irpino
Ariano Irpino község (comune) Olaszország Campania régiójában, Avellino megyében.

## Fekvése
A megye északi részén fekszik. Határai: Apice, Castelfranco in Miscano, Flumeri, Greci, Grottaminarda, Melito Irpino, Montecalvo Irpino, Monteleone di Puglia, Savignano Irpino, Villanova del Battista és Zungoli. A település három dombra épült emiatt gyakran Città del Tricolle (Három Domb Városa) néven is említik. Nagyjából félúton fekszik a Tirrén-tenger és az Appenninek között.

## Története
A település mezőgazdaságilag termékeny vidéken fekszik. A térséget többször sújtották földrengések, emiatt a községben nincsenek jelentős történelmi értékkel bíró épületek. A lakosság nagy része egészen 1911-ig a domboldalakba vájt barlangokban, járatokban lakott. A feltételezések szerint az ókori Aequum Tuticum város helyén épült, melyet a szamniszok alapítottak. 1868 és 1930 között Puglia régióhoz tartozott, Ariano di Puglia néven.

## Népessége
A népesség számának alakulása:

## Fő látnivalók
A település legfontosabb látnivalója a 10. században, román stílusban épült katedrális, valamint a normannok által épített vár, a Castello. A település hírnevét elsősorban majolika-manufaktúráinak köszönheti, amelyek már a 13. században léteztek.